# Parque nacional Memorial Aurora
El Parque nacional Memorial Aurora es un área protegida de Filipinas situada dentro de la Sierra Madre entre las provincias de Nueva Ecija y Aurora, en Luzón Central. El parque cubre un área de 5.676 hectáreas se extiende más de 50 kilómetros a lo largo de la carretera Bongabon- Baler. Fue establecido en 1937 en virtud del decreto N º 220, siendo dedicado el parque a la entonces primera dama llamada Aurora Aragón Quezón. Tenía una superficie inicial de 2.356 hectáreas. En 1941, su tamaño se aumentó a más del doble quedando su actual superficie en 56,76 kilómestros cuadrados.